# 史詡
史詡（1528年—？），字克敏，江西吉安府永新縣人，民籍，明朝政治人物。

## 生平
江西鄉試第四十八名舉人。嘉靖四十一年（1562年）中式壬戌科會試第五十名，二甲第四十六名進士。曾官雲南大理府知府，万历二年（1574年）正月升雲南副使，不久因入京觐见皇帝時不到场被逮问。後復任浙江衢州府知府，十二年（1584年）八月升贵州副使。

## 家族
曾祖史文莊；祖父史晉；父史玢，母賀氏。具庆下。弟史訓、史講。